# La serpiente de metal (van Dyck)
La serpiente de metal es una pintura al óleo sobre lienzo del pintor flamenco Anthony van Dyck, fechada en 1618-1620. Se encuentra en el Museo del Prado de Madrid (España).

## Descripción
La serpiente de metal muestra una escena del Antiguo Testamento (números 21:6-9).

## Historia
Se registró por primera vez en 1764, cuando fue elegido de la colección de Juan Kelly en Madrid para Carlos III de España por el pintor alemán Anton Raphael Mengs.
El examen científico de la obra ha demostrado que combinó medio húmedo y seco para el trabajo. 